# Ciutadella de Menorca
Ciutadella de Menorca (spanyolul: Ciudadela de Menorca) település Spanyolországban, a Baleár-szigeteken. Ciutadella de Menorca Ferreries községgel határos. Lakosainak száma 31 941 fő (2024).

## Nevezetességek
- Szűz Mária-székesegyház

## Népesség
A település népessége az elmúlt években az alábbi módon változott:
| Lakosok száma | 23 706 | 26 073 | 27 468 | 29 160 | 29 315 | 29 282 | 28 641 | 29 840 | 30 638 | 31 941 |
|               | 2001   | 2004   | 2006   | 2009   | 2011   | 2014   | 2016   | 2019   | 2021   | 2024   |